# Fernando Saavedra
Fernando Saavedra (Siviglia, 1847 – Dublino, 1º maggio 1922) è stato un religioso e compositore di scacchi spagnolo.
All'età di 19 anni entrò nell'ordine dei Passionisti. Studiò nel convento di San Paolo della Croce a Dublino, poi passò al collegio di San Patrizio e infine fu trasferito in varie sedi del suo ordine in Irlanda, Scozia, Spagna e Australia. Risiedette per alcuni anni nel convento di Goul Bourn nel Nuovo Galles del Sud, dopodiché tornò in Scozia a Glasgow e infine di nuovo a Dublino, dove divenne  vice direttore del convento di San Paolo della Croce.  Il 31 maggio 1921 festeggiò il giubileo sacerdotale e in quell'occasione papa Benedetto XV gli inviò una lettera con le insegne apostoliche.

## La posizione di Saavedra
|   | a                                                                            | b                                                                            | c                                                                            | d                                                                            | e                                                                            | f                                                                            | g                                                                            | h                                                                            |   |
| 8 | b6 re del bianco · c6 pedone del bianco · d5 torre del nero · a1 re del nero | b6 re del bianco · c6 pedone del bianco · d5 torre del nero · a1 re del nero | b6 re del bianco · c6 pedone del bianco · d5 torre del nero · a1 re del nero | b6 re del bianco · c6 pedone del bianco · d5 torre del nero · a1 re del nero | b6 re del bianco · c6 pedone del bianco · d5 torre del nero · a1 re del nero | b6 re del bianco · c6 pedone del bianco · d5 torre del nero · a1 re del nero | b6 re del bianco · c6 pedone del bianco · d5 torre del nero · a1 re del nero | b6 re del bianco · c6 pedone del bianco · d5 torre del nero · a1 re del nero | 8 |
| 7 | b6 re del bianco · c6 pedone del bianco · d5 torre del nero · a1 re del nero | b6 re del bianco · c6 pedone del bianco · d5 torre del nero · a1 re del nero | b6 re del bianco · c6 pedone del bianco · d5 torre del nero · a1 re del nero | b6 re del bianco · c6 pedone del bianco · d5 torre del nero · a1 re del nero | b6 re del bianco · c6 pedone del bianco · d5 torre del nero · a1 re del nero | b6 re del bianco · c6 pedone del bianco · d5 torre del nero · a1 re del nero | b6 re del bianco · c6 pedone del bianco · d5 torre del nero · a1 re del nero | b6 re del bianco · c6 pedone del bianco · d5 torre del nero · a1 re del nero | 7 |
| 6 | b6 re del bianco · c6 pedone del bianco · d5 torre del nero · a1 re del nero | b6 re del bianco · c6 pedone del bianco · d5 torre del nero · a1 re del nero | b6 re del bianco · c6 pedone del bianco · d5 torre del nero · a1 re del nero | b6 re del bianco · c6 pedone del bianco · d5 torre del nero · a1 re del nero | b6 re del bianco · c6 pedone del bianco · d5 torre del nero · a1 re del nero | b6 re del bianco · c6 pedone del bianco · d5 torre del nero · a1 re del nero | b6 re del bianco · c6 pedone del bianco · d5 torre del nero · a1 re del nero | b6 re del bianco · c6 pedone del bianco · d5 torre del nero · a1 re del nero | 6 |
| 5 | b6 re del bianco · c6 pedone del bianco · d5 torre del nero · a1 re del nero | b6 re del bianco · c6 pedone del bianco · d5 torre del nero · a1 re del nero | b6 re del bianco · c6 pedone del bianco · d5 torre del nero · a1 re del nero | b6 re del bianco · c6 pedone del bianco · d5 torre del nero · a1 re del nero | b6 re del bianco · c6 pedone del bianco · d5 torre del nero · a1 re del nero | b6 re del bianco · c6 pedone del bianco · d5 torre del nero · a1 re del nero | b6 re del bianco · c6 pedone del bianco · d5 torre del nero · a1 re del nero | b6 re del bianco · c6 pedone del bianco · d5 torre del nero · a1 re del nero | 5 |
| 4 | b6 re del bianco · c6 pedone del bianco · d5 torre del nero · a1 re del nero | b6 re del bianco · c6 pedone del bianco · d5 torre del nero · a1 re del nero | b6 re del bianco · c6 pedone del bianco · d5 torre del nero · a1 re del nero | b6 re del bianco · c6 pedone del bianco · d5 torre del nero · a1 re del nero | b6 re del bianco · c6 pedone del bianco · d5 torre del nero · a1 re del nero | b6 re del bianco · c6 pedone del bianco · d5 torre del nero · a1 re del nero | b6 re del bianco · c6 pedone del bianco · d5 torre del nero · a1 re del nero | b6 re del bianco · c6 pedone del bianco · d5 torre del nero · a1 re del nero | 4 |
| 3 | b6 re del bianco · c6 pedone del bianco · d5 torre del nero · a1 re del nero | b6 re del bianco · c6 pedone del bianco · d5 torre del nero · a1 re del nero | b6 re del bianco · c6 pedone del bianco · d5 torre del nero · a1 re del nero | b6 re del bianco · c6 pedone del bianco · d5 torre del nero · a1 re del nero | b6 re del bianco · c6 pedone del bianco · d5 torre del nero · a1 re del nero | b6 re del bianco · c6 pedone del bianco · d5 torre del nero · a1 re del nero | b6 re del bianco · c6 pedone del bianco · d5 torre del nero · a1 re del nero | b6 re del bianco · c6 pedone del bianco · d5 torre del nero · a1 re del nero | 3 |
| 2 | b6 re del bianco · c6 pedone del bianco · d5 torre del nero · a1 re del nero | b6 re del bianco · c6 pedone del bianco · d5 torre del nero · a1 re del nero | b6 re del bianco · c6 pedone del bianco · d5 torre del nero · a1 re del nero | b6 re del bianco · c6 pedone del bianco · d5 torre del nero · a1 re del nero | b6 re del bianco · c6 pedone del bianco · d5 torre del nero · a1 re del nero | b6 re del bianco · c6 pedone del bianco · d5 torre del nero · a1 re del nero | b6 re del bianco · c6 pedone del bianco · d5 torre del nero · a1 re del nero | b6 re del bianco · c6 pedone del bianco · d5 torre del nero · a1 re del nero | 2 |
| 1 | b6 re del bianco · c6 pedone del bianco · d5 torre del nero · a1 re del nero | b6 re del bianco · c6 pedone del bianco · d5 torre del nero · a1 re del nero | b6 re del bianco · c6 pedone del bianco · d5 torre del nero · a1 re del nero | b6 re del bianco · c6 pedone del bianco · d5 torre del nero · a1 re del nero | b6 re del bianco · c6 pedone del bianco · d5 torre del nero · a1 re del nero | b6 re del bianco · c6 pedone del bianco · d5 torre del nero · a1 re del nero | b6 re del bianco · c6 pedone del bianco · d5 torre del nero · a1 re del nero | b6 re del bianco · c6 pedone del bianco · d5 torre del nero · a1 re del nero | 1 |
|   | a                                                                            | b                                                                            | c                                                                            | d                                                                            | e                                                                            | f                                                                            | g                                                                            | h                                                                            |   |

Saavedra è rimasto famoso per aver trovato una brillante confutazione di uno studio di scacchi già noto, che si pensava conducesse alla patta. Nel tempo libero Saavedra frequentava spesso il circolo degli scacchi di Glasgow. Lì ebbe modo di incontrare George Emile Barbier, che aveva pubblicato il 27 aprile 1895 nel «Weekly Citizen» di Glasgow una posizione con l'enunciato "il Nero muove e patta". Il pedone bianco (vedi diagramma) si trovava in c7 anziché in c6. La soluzione data era 1. ...Td6+ 2. Rb5 Td5+ 3. Rb4 Td4+ 4. Rb3 Td3+ 5. Rce Td4! 6. c8=D Tc4+ 7. Dxc4 stallo.
Incontrando Barbier al circolo dieci giorni dopo la pubblicazione, Saavedra gli dimostrò che il Bianco poteva vincere promuovendo il pedone a Torre anziché a Donna, evitando lo stallo. Questa soluzione parve così interessante a Barbier da indurlo a ripubblicare la posizione, col nome di Saavedra, il 18 maggio 1895, con l'enunciato "il Nero muove e il Bianco vince". Barbier morì qualche mese dopo (il 17 dicembre) ma la posizione venne poi rimaneggiata col pedone in c6 e la mossa al bianco, e pubblicata nel 1902 sul «Glasgow Weekly Herald».
Questo finale è considerato uno dei grandi classici della studistica. Il compositore inglese John Roycroft, nella sua opera Test Tube Chess, arriva a definirlo "indubitabilmente il più famoso fra tutti gli studi di finali".